# Doubravice
Doubravice es una localidad del distrito de České Budějovice en la región de Bohemia Meridional, República Checa, con una población estimada a principio del año 2018 de 311 habitantes. 
Se encuentra ubicada en el centro-sur de la región, en la zona de la selva de Bohemia, a poca distancia al sur de la ciudad de Praga, de la orilla del río Moldava —el más largo del país, afluente del río Elba— y al norte de la frontera con Austria.